# Lennart Flechtner
Lennart Flechtner (* 1994 in Berlin) ist ein deutscher Synchronsprecher.
Er synchronisierte unter anderem ‚Noah‘ (Chris O’Neil) in The Last Mimzy (2007), ‚Nick‘ (Dylan Boersema) in Drillbit Taylor – Ein Mann für alle Unfälle (2008) und ‚Tommy Doyle‘ (Skyler Gisondo) in Halloween (2007). In Ice Age 2 (2006), Freddy vs. Jason (2003), Triff die Robinsons und Monster House (2006) kann man ihn in kleineren Rollen hören. Darüber hinaus arbeitet er als Seriensprecher in Desperate Housewives.
Er ist ein Sohn des bekannten Film- und Synchronschauspielers Peter Flechtner und der Zwillingsbruder von Marlon Flechtner, der ebenfalls als Synchronsprecher wirkt.

## Synchronarbeiten (Auswahl)
- Die Bären sind los
- Ice Age 2
- Freddy vs. Jason
- Monster House
- Triff die Robinsons
- Kreuzzug in Jeans
- Drillbit Taylor – Ein Mann für alle Unfälle
- Halloween (2007)
- Elizabethtown
- Desperate Housewives (Fernsehserie)